# 羅夫巴河
羅夫巴河（烏克蘭語：Ровба），是烏克蘭的河流，位於該國北部，屬於拉德恰河的支流，發源自維利恰，流經日托米爾州和基輔州，流經維利霍瓦，河道全長9.1公里。